# جمابازار (پیرسهراب)
جمابازار یا عورکی جمابازار، روستایی در دهستان پیرسهراب بخش پیرسهراب شهرستان چابهار در استان سیستان و بلوچستان ایران است.

## جمعیت
بر پایه سرشماری عمومی نفوس و مسکن در سال ۱۳۹۵، جمعیت این روستا برابر با ۱۹۸ نفر (۴۷ خانوار) بوده‌است.